# مارك وارن (لاعب غولف)
مارك وارن (بالإنجليزية: Marc Warren)‏ هو لاعب غولف بريطاني، ولد في 1 أبريل 1981 في روثرجلين ‏ في المملكة المتحدة.

## وصلات خارجية
- مارك وارن على موقع رابطة أوروبا للاعبي الغولف المحترفين (الإنجليزية)
- مارك وارن على موقع التصنيف العالمي الرسمي للغولف (الإنجليزية)